# Cătălin Zamfir
Cătălin Basarab Zamfir (Bucarest, 9 febbraio 1941) è un politico e sociologo romeno. È stato ministro del lavoro e della protezione sociale nel secondo governo Petre Roman dal 28 giugno 1990 al 30 aprile 1991.

## Biografia
Laureato nel 1962 all'Università di Bucarest in Filosofia e nel 1970 prese il dottorato in Sociologia sempre all'Università di Bucarest dove oggi ne è decano alla "Facoltà di Sociologia ed Assistenza Sociale". Capo del "Consiglio Nazionale per la Ricerca Scientifica Universitaria" e capo editore delle riviste "Qualità della vita:rivista di politica sociale" (Calitatea vieţii.Revistă de politici sociale), "Sociologia rumena" (Sociologia românească) e "Rivista di Ricerca Sociale" (Revista de cercetari sociale). Ha anche partecipato per il governo rumeno come esperto e consulente per le politiche sociali oltre ad essere stato proprio "Ministro del Lavoro e Protezione Sociale" nel secondo governo Petre Roman (28 giugno 1990 al 30 aprile 1991).
Autore di numerose pubblicazioni apparse su importanti giornali scientifici ha scritto anche dei libri che vertono sulla sociologia, politiche sociali verso i poveri, le politiche nei confronti dei zingari rom, e politiche sociali per i bambini.
Oggi è membro dell'Accademia Rumena come direttore dell'"Istituto per la qualità della vita".